# L'Isle-Verte
L'Isle-Verte is een kleine gemeente in de Canadese provincie Québec. De plaats bevindt zich langs de zuidelijke oever van de Saint Lawrence en ligt in het Rivière-du-Loup Regional County Municipality van de regio Bas-Saint-Laurent. 
De naam van het plaatsje verwijst naar Île Verte (Frans voor "groen eiland"), een eiland dicht bij het plaatsje dat niet binnen de gemeentelijke grenzen ligt. Het dorp en het eiland worden door een seizoenspont verbonden. 
L'Isle-Verte staat bekend om zijn lam, gevoed in een zoutmoeras, hetgeen een luxeproduct in Québec is. Zijn moerassen langs de Saint Lawrence rivier zijn een beschermd deel van een vogelreservaat van de Baie de l'Isle-Verte.  
Op 23 januari 2014 vernietigde een grote brand de Résidence du Havre, een bejaardentehuis, met 28 doden en nog 4 vermisten. 